# Merope (opera)
Merope – opera trzyaktowa z 1732 roku, którą do libretta Apostola Zena napisał włoski kompozytor późnego baroku Riccardo Broschi, brat śpiewaka-kastrata Farinelliego. Farinelli odgrywał często rolę Merope, gdy przebywał w Londynie i Madrycie.